# Caatinganthus rubropappus
Caatinganthus rubropappus, južnoamerička vrsta dvosupnice iz porodice glavočika. Brazilski endem. Raspreostranjena je po državama Rio Grande do Norte i Pernambuco. Nekada je uključivana u rod Stilpnopappus

## Siononimi
- Stilpnopappus rubropappus J.M. Soares Nunes